# Tygodnik Ciechanowski
Tygodnik Ciechanowski – czasopismo ukazujące się w Ciechanowie od 1979 r. Obejmuje swoim zasięgiem 10 pobliskich powiatów, osiągając największą sprzedaż w powiecie ciechanowskim, płońskim i mławskim. Łączny nakład wynosi powyżej 18 tys. egzemplarzy.
Pismo wydawane jest przez Spółdzielnię Pracy Ciech-Press w Ciechanowie. Jego redakcja mieści się w Ciechanowie na ulicy Piotra Ściegiennego. Redaktorem naczelnym jest Ryszard Marut.
Do najciekawszych akcji prowadzonych przez "TC" należy zaliczyć Program Edukacyjny pt. "Porządkujemy i odnawiamy lasy" organizowany wspólnie z Wojewódzkim Funduszem Ochrony Środowiska i Gospodarki Wodnej w Warszawie, w którym co roku uczestniczy ok. 50 szkół, a także akcja "Dokarmiamy ptaki".
Ostatnie cykle publicystyczne, które objęły zasięgiem całe Mazowsze (efekt współpracy z innymi tygodnikami mazowieckimi) to: "Kulinarne dziedzictwo Mazowsza" oraz turystyczny cykl – "Mazowsze na weekend".
Od 2005 r. redakcja przyznaje nagrodę zespołu "TC" pn. "Wykrzyknik", osobom szczególnie wyróżniającym się w regionie w działalności społecznej, kulturalnej, charytatywnej.